# 岩瀬曳山車祭
岩瀬曳山車祭（いわせひきやままつり）は、富山県富山市岩瀬（東岩瀬）地区で毎年5月17日・18日に行われる岩瀬諏訪神社の春季祭礼である。夜には「曳き合い」といわれる山車同士のぶつかり合いが行われる勇壮な喧嘩祭りで、「岩瀬のけんか山」や「岩瀬けんか山祭り」などと呼ばれ親しまれている。

## 概要
曳山車は、1658年（万治元年）西岩瀬の人々が神通川の流れが氾濫で東に移ったため東岩瀬（現在の地域）に移住。1659年（万治2年）には、その人々が西岩瀬の諏訪神社の分霊を勧請する際、御神体の後に伴って井桁に組んで神社建築用の資材を運んだ姿がもととされ始まりとされる。
しかし現在の郷土史では1792年（寛政4年）の大火で、東岩瀬のほとんどを焼失しその後町の復興を果たした際、復興祝いと災難を祓うため1796年（寛政8年）より山車にたてもん（行燈）を乗せて曳くようになった説が有力である。なおたてもんは、「立物（たてもの）」が訛ったものである。
現在、昼間は木遣り唄のあと「ヤサー、ヤサー（ヤーサ、ヤーサ）」の威勢の良い掛け声のもとまず自町内、その後他町内を曳き回す。夜にはたてもんに燈を灯し曳き回すが、17日は曳山車が夜8時頃に琴平社を出発し、岩瀬のメイン通りである大町、新町通りを抜け、「曳き合い」を行う岩瀬諏訪神社前へ向かう「夜のお旅さん」巡行が行われる。その後曳山車は諏訪神社に参拝し、午後10時〜10時30分頃より「曳き合い」が始まる。また18日も午後9時30分〜10時頃より岩瀬小学校近くの忠霊塔前道路で「曳き合い」が行なわれる。その他、初日にはたてもんコンクールが開催されている。2006年（平成18年）には、「とやまの文化財百選（とやまの祭り百選部門）」に選定されている。
なお、祭礼前の5月15日には、諏訪神社社殿にて岩瀬曳山車実行委員会や各山車の山元（代表）などの関係者が参加し安全祈願祭が行われ、その後社務所内で曳き合いの組み合わせと順番を決定する。
2020年（令和2年）3月16日、新型コロナウイルス感染症の拡大を受け、関係諸団体はこの年の開催中止を決定した。翌2021年（令和3年）も、神輿の巡業のみ行われることとなった。
2022年（令和4年）は、一部の町が曳き合いをした。

## 曳山車
現在曳かれている曳山車は全11基。町内単独で山車をもつ町と何町かが合同で持つ町があり俗称名の町が存在し、南側の町が表方（おもてかた）、北側の町が浦方（うらかた）と岩瀬の町を南北に分け、曳き合いの際表方と浦方に分かれ対戦する。
山車は近代になり増減があり、1950年（昭和25年）には白山町（はくさんまち）、1983年（昭和58年）には祇園町（ぎおんまち）、1991年（平成3年）には赤田町（あかだまち）が山車を新造し新たに参加し14基となったが、2011年（平成23年）より、引き手の人材不足などによりそれぞれ1町で曳き出していた土場町（どばまち）と、御蔵町（おくらまち）が合同であらたに財町（たからまち）として山車を出すこととなり、14基だったものが13基となった。2018年（平成30年）には引き手の人材不足などにより、荒木町（あらきまち）と新川町（にいかわちょう）が合同で荒木新川町として山車を出すこととなり12基に、2019年（令和元年）の祭礼を最後に祇園町（ぎおんまち）も引き手の人材不足などにより休止することとなり、11基となった。
なお、1902年（明治35年）の「土場町曳山沿革誌」によると山車は10基であった。
曳山車は高さ約7m、重さ約4〜5t、前後に直径27cmの梶棒が付いた欅でできた頑丈な反台の上に、格子状の木組みの下山が乗り、その上に高欄の付いた雛台が設置されており、その中央に立てた心柱を支えとして上部に扇形のたてもん（行燈）を載せる。たてもんは竹と木できた立体的な扇型の枠に白い布（キャラコ生地）を張り、布には世相や願い事、おめでたい文句などを、判じ絵と呼ばれるいくつかの図柄の組み合わせで表わす。たてもんは回転するようになっており、夜には蛍光灯や投光器で内側より絵を照らす。昔は和紙と蝋燭が使われていた。また雛台には笛・太鼓また三味線等の囃子方や子供達が乗り込む。ガワと山町で呼ばれる車輪は、直径2.9尺（90cm弱）厚さ6寸（約18cm）の4輪の地車（内車）である。また曳山車の曳き出す際には木遣り唄の後綱を引く。
1910年（明治43年）以降町内に電線が引かれる様になる以前は、曳山車に高さ10間（約17〜18m）の帆柱に3段の判じ絵たてもんを飾り付けており、富山の町からも見えたといわれる程高いものであった。また明治以降も背の高いたてもんが載せられた記録と写真が残っている。
2006年（平成18年）には新川町が、富山ライトレール開業や大町通りの無電柱化を祝い、高さ18mの1902年（明治35年）当時の曳山車を、約100年ぶりに再現し展示を行った。また判じ絵も当時のものを再現している。

### 曳山車を有する町

#### 表方（おもてかた）
- 新町（しんまち）
  - 新町1区・新町2区・幸町・神明町・西宮町の一部（有志一同）
- 荒木新川町（あらきにいかわちょう）
  - 荒木町・新川町

両町は2018年現在もっとも世帯数が少ない町（荒木町55軒、新川町49軒）で、2018年（平成30年）より荒木町と新川町が合同で曳き出すこととなった。
新川町は2006年（平成18年）に、1902年（明治35年）当時の高さ18mの山車を再現し展示した。
- 財町（たからまち） 2011年（平成23年）より下記の2町が合併し合同で曳き出す。山車は2町が毎年交代で出している。
  - 土場町（どばまち）・御蔵町（おくらまち）

土場町は2015年（平成27年）に創建100周年を迎え、同年9月27日の岩瀬諏訪神社の秋季祭礼で土場町、御蔵町両町を巡行した。
- 福来町（ふくらいまち）
- 赤田町（あかだまち） 1991年（平成3年）より山車を新造し新規参加
  - 赤田町1区・赤田町2区

#### 浦方（うらかた）
- 大町（おおまち）
- 港町（みなとまち）
  - 港町・松原町
- 白山町（はくさんまち） 1950年（昭和25年）より山車を新造し新規参加
  - 白山町1区・白山町2区
- 浦町（うらまち）
  - 萩浦町・入船町
- 浜町（はままち）
  - 諏訪町・天神町1区・天神町2区・古志町・古志町1区

#### 中立（どちらにも属する町）
- 永割（ながわり）
  - 文化町・表町・堺町・仲町・梅本町

### 廃止の曳山車
- 祇園町（ぎおんまち） 1983年（昭和58年）、子供達のために、町内の青年部員らによって2年掛け山車を新造し新規参加。表方に属していた。2019年（令和元年）の祭礼をもって参加を中止[7][8]。山車は2020年（令和2年）3月末に住民達により解体され、一部の部材は住民が引き取った[11]。

幅 約2m、高さ 約5m。
祇園町の山車は他町の山車より一回り小さく、夜の曳き合いには参加していなかった。
昼間には、地元や富山市内の幼稚園、保育所の園児たちが、毎年山車の曳き回し体験を行ない、山車の前後にそれぞれ縄を出し園児たちによる「曳き合い（綱引き）」も行なわれていた。
2019年（令和元年）5月18日、最後の祭りで、岩瀬中央公園にて特別に最初で最後の他町との曳き合いを、永割曳山車保存会の協力を得て行った。

## 曳き合い
元々曳き合いは町内を曳き回す各山車が、すれ違う時や追い越す時は神社に向かう山車に優先権があるルールであるが、交渉が決裂し優先権のない山車が道を譲らないと昼夜を問わず「けんか」と言われる曳き合いが始まった。曳き合いは山車が時に勢い良く後退したり回転して、轢かれたり、挟まれたり等大変危険であり、1954年（昭和29年）に起こった2人の少女が死傷した事故により4年間の曳き回し自粛のあと、現在のように、17日は岩瀬諏訪神社前の県道で、18日には岩瀬小学校西側の忠霊塔前の道路で開始時間を決め、回数も例年5回ずつ行なうようになった。
曳き合いは表方の町と浦方の町（中立はどちらかに属する）で対戦する。曳き合いは約20m離れた開始線に対峙した2基の山車に繋がれた2本の縄を、表方、浦方に属するそれぞれの他町の人々も協力し手を貸す総力戦で行われる。
曳き手を鼓舞するように激しく太鼓が打ち鳴らされる中、互いの山車の後部まで左右に別れ走って引き出す。動きだした山車は勢い良くドォーンと大きな音を立て、山車の後輪が浮き上がるほど激しくぶつかったあと、曳き手の合いの手に合わせ威勢の良い掛け声を上げながら、引き続け、相手の山車を後退させ勝敗を決めるいわゆる綱引きのようなものである。山車後方ではガワ（車輪）や梶棒と山車の間にテコ棒を5、6本差し込み固定させ後退を防ぐ。
曳き合いは大変危険なため、曳山車関係者や警察などが参加者や見物人に注意喚起ならびに整理を行なっているが、近年では2000年（平成12年）に飛び入りの参加の男性がロープと山車の間に挟まれ死亡。2011年（平成23年）には山車の後方でテコ棒を持ち車輪を固定していた町内参加者が2基がぶつかった際後退した山車に轢かれ大怪我をしているため、2012年（平成24年）より引き合いの際のロープ引き役のコースを遮らない、山車の後ろの見張り役に2人を充てるなど、新たな安全対策をとることとし、違反した町内は来年の祭礼不参加を申し付けるなど厳しい罰則を設けた。
なお現在も昔の曳き合いの名残として、昼間に他の山車とすれ違う際話し合いにより余興で近距離から軽くぶつけ、そのあと引き合うことがある。ここでは各町の老若男女が綱を引く。

## テレビ中継
- ケーブルテレビ富山にて、17日の「曳き合い」を生中継で放送し、県内の各ケーブルテレビ局にも配信される。